# 신 우리 아기는 외계인
《신 다!다!다!》는 카와무라 미카가 코단샤의 만화 잡지 《나카요시》를 통해 2002년 4월에 연재한 만화 작품으로 애니메이션 "다!다!다!"의 속편이다. 2002년 4월부터 12월까지 연재되었다. 대한민국에서는 2002년 5월 - 2003년 2월에 서울문화사가 《신 우리 아기는 외계인》이라는 제목으로 만화책을 발간함으로써 공식적으로 소개되었다. 이것은 만화책으로만 나왔을 뿐 공식적인 애니메이션으로 제작되지 않았다.

## 줄거리
미유와 카나타는 결혼을 하게 되고 둘 사이에서 미우라는 딸이 태어난다. 전작과는 반대로 미우가 시공의 균열을 통해 루(루다)의 고향 행성인 옷토 행성(오토별)에 떨어지게 되고 거기서 발생하는 사건을 에피소드로 다루게 된다.

## 등장인물
- 루 (루다)

옷토 행성(오토별) 출신의 우주인으로, 전작 우리아기는외계인(다!다!다)에서 미유와 카나타와 함께 생활했다. 성인이 된 이후 자신의 별에 떨어진 미우를 지구별로 되돌려 보내기 위해 고생을 하게 된다.
- 사이온지 미우

미유와 카나타 사이에서 태어난 딸로, 시공의 균열에 의해 옷토 행성(오토별)에 떨어지게 된다.